# غازانيا مشطية
غازانيا مشطية (الاسم العلمي: Gazania pectinata) هي نوع نباتي يتبع جنس الغازانيا من الفصيلة النجمية.  